# Kunovice
Kunovice (in tedesco Kunowitz) è una città ceca del distretto di Uherské Hradiště, nella regione di Zlín.
È sede di un aeroporto (IATA:UHE, ICAO:LKKU) da tempo chiuso al traffico civile, presso il quale sono situate le aziende di costruzioni aeronautiche Evektor-Aerotechnik e Let Kunovice.